# ملعب بي بي في إيه
ملعب بي بي في إيه (بالإسبانية: Estadio BBVA)‏ هو ملعب تم تطويره بواسطة فمسا ونادي مونتيري في غوادالوبي، مونتيري الكبرى. حل الاستاد محل ملعب تيكنولوجيكو كموطن لمونتيري، منهياً 63 عامًا من اللعب في ذلك الملعب. قوبل المشروع بالجدل الناجم عن عدة اتهامات بالبناء كعائق واضح أمام نمو الحياة البرية على نطاق محلي من خلال إزالة الغابات التي تبلغ مساحتها 24.5 هكتارًا المجاورة لمنطقة محمية طبيعية تضم 106 أنواعًا من الحيوانات، بما في ذلك 8 أنواع مهددة أو محمية مثل الببغاء الأصفر الرأس. تم افتتاحه في 2 أغسطس 2015 مع النسخة الثامنة من كأس أوزيبيو، حيث هزم مونتيري بنفيكا 3-0.

## التصميم
تم تصميم الاستاد من قبل شركة الهندسة المعمارية متعددة الجنسيات بوبيلوس جنبًا إلى جنب مع شركة في إف أو المكسيكية. ديفيد ليزاراجا من السكان وفيدريكو فيلاسكو   كمهندسين معماريين رئيسيين للمشروع. بدأ البناء في أغسطس 2011 وانتهى في يوليو 2015.
تم افتتاح الملعب في عام 2015 بسعة 51 ألف متفرج، مما يجعله رابع أكبر ملعب في المكسيك. تم تشييده بتكلفة 200 مليون دولار أمريكي، وكان أغلى ملعب في المكسيك وقت بنائه. سرعان ما أضاف الملاك المزيد من المقاعد، لتوسيع السعة إلى 53500 في عام 2016. يحتوي على سطح عشبي وأجنحة ومطعم على طراز النادي وصالة نادي وتصميم داخلي وخارجي راقي. ميل المدرج هو 34 درجة، والمسافة بين الملعب والمقاعد هي الحد الأدنى الذي يسمح به الاتحاد الدولي لكرة القدم، مما يوفر قرب المشجعين من الحدث.
حصل الملعب على الشهادة الفضية من الريادة في تصميمات الطاقة والبيئة لتصميمه المستدام. كان أول ملعب كرة قدم في أمريكا الشمالية يحصل على الشهادة.
| أبعاد                 | أبعاد |
| --------------------- | ----- |
| الطول                 | 277 م |
| العرض                 | 232 م |
| ارتفاع الجانب الشمالي | 46 م  |
| ارتفاع الجانب الجنوبي | 32 م  |
| محيط                  | 800 م |

## المساحات الحضراء
أكثر من ثلث إجمالي مساحة الأرض عبارة عن مساحات خضراء. هذه النسبة تتجاوز اللوائح الحالية. تُستخدم هذه المساحات الخضراء لتصفية مياه الأمطار، مما سيسهم في إعادة تغذية طبقات المياه الجوفية. يتم توزيع مواقف السيارات بالتساوي حول الملعب، بما في ذلك المناطق المشجرة لتحقيق التكامل مع الحديقة البيئية. تنقسم هذه المناطق إلى مناطق تتكامل مع المناظر الطبيعية والتضاريس. الحدود الشمالية لريو لا سيلا هي منطقة درب مشجرة تربط الاستاد بالمنتزه البيئي الجديد. هذه الحديقة البيئية وموقف السيارات هي أيضًا مناطق خضراء، مع تصميم المناظر الطبيعية الذي يمتزج مع البيئة المحيطة، مع الأشجار والنباتات فقط في المنطقة لتسهيل الحفاظ على البيئة والتكيف معها.

## الحفلات
قدم المغني جاستن بيبر عرضاً في الملعب يوم 15 فبراير 2017 كجزء من جولة جولة بوربوس العالمية. حضر الحفل أكثر من 51000 شخص.

## روابط خارجية
- الموقع الرسمي
- الموقع الرسمي لشركة في إف أو